# Aleksandr Kravčenko
Aleksandr Vital'evič Kravčenko (in russo Александр Витальевич Кравченко?; Arcangelo, 21 aprile 1971) è un giocatore di poker russo.
Ha iniziato a giocare a poker nel 1998. Alle World Series of Poker 2007 è arrivato ai premi sette volte, una delle quali rappresentata dal 4º posto nel Main Event. Nella stessa edizione ha inoltre vinto un braccialetto nell'evento $1.500 Omaha Hi-Low Split-8 or Better.
Ale World Series of Poker Europe 2007 ha ottenuto un 5º posto nell'evento H.O.R.S.E. con buy-in di 2.500 sterline. Nello stesso anno ha centrato il 3º posto al Moscow Millions, il maggiore torneo russo per montepremi.
Kravčenko è il primo giocatore russo ad aver vinto un braccialetto delle World Series of Poker.